# Ekaterina Šalimova
Ekaterina Vladimirovna Šalimova (in russo Екатерина Владимировна Шалимова?; Russia, 1º giugno 2000) è una tennista russa.

## Carriera
Ekaterina Šalimova ha vinto 3 titoli in singolare e 9 titoli in doppio nel circuito ITF in carriera. Il 6 dicembre 2021 ha raggiunto il best ranking mondiale nel singolare, nr 419; il 14 ottobre 2019 ha raggiunto il miglior piazzamento mondiale nel doppio, nr 340.
Ha fatto il suo debutto nel circuito maggiore al St. Petersburg Ladies Trophy 2019 nel doppio grazie ad una wild-card, partecipando con la connazionale Dar'ja Mišina, sconfiggendo al primo turno Monique Adamczak e Jessica Moore, venendo poi sconfitte nei quarti di finale dalle finaliste Anna Kalinskaja e Viktória Kužmová.

## Statistiche ITF

### Singolare

#### Vittorie (3)
| Torneo $100.000 (0) |
| Torneo $80.000 (0)  |
| Torneo $60.000 (0)  |
| Torneo $40.000 (0)  |
| Torneo $25.000 (0)  |
| Torneo $15.000 (3)  |

| N. | Data              | Torneo                                                | Superficie | Avversaria in finale    | Punteggio     |
| 1. | 21 luglio 2019    | Torneo Internacional Ciudad de Don Benito, Don Benito | Sintetico  | Maria Jose Luque Moreno | 6-1, 6-1      |
| 2. | 15 settembre 2019 | Torneo Internacional Femenino Ciudad de Ceuta, Ceuta  | Cemento    | Dar'ja Mišina           | 6-4, 1-6, 6-1 |
| 3. | 13 agosto 2023    | Magic Tour by FTT, Monastir                           | Cemento    | Merna Refaat            | 3-6, 6-4, 6-2 |

#### Sconfitte (3)
| Torneo $100.000 (0) |
| Torneo $80.000 (0)  |
| Torneo $60.000 (0)  |
| Torneo $40.000 (0)  |
| Torneo $25.000 (1)  |
| Torneo $15.000 (2)  |

| N. | Data            | Torneo                                               | Superficie  | Avversaria in finale | Punteggio   |
| 1. | 7 novembre 2021 | PAF Open, Haabneeme                                  | Cemento (i) | Katie Swan           | 6(3)-7, 3-6 |
| 2. | 6 novembre 2022 | Sharm ElSheikh Egypt Women's Future, Sharm el-Sheikh | Cemento     | Li Zongyu            | 3-6, 2-6    |
| 3. | 5 novembre 2023 | Egypt Sharm ElSheikh Women's Future, Sharm el-Sheikh | Cemento     | Aleksandra Šubladze  | 3-6, 5-7    |

### Doppio

#### Vittorie (9)
| Torneo $100.000 (0) |
| Torneo $80.000 (0)  |
| Torneo $60.000 (0)  |
| Torneo $40.000 (0)  |
| Torneo $25.000 (3)  |
| Torneo $15.000 (6)  |

| N. | Data             | Torneo                                               | Superficie  | Compagna            | Avversarie in finale                    | Punteggio           |
| 1. | 5 agosto 2017    | Savitaipale Ladies Open, Savitaipale                 | Terra rossa | Valerija Denisenko  | Aleksandra Kuznecova Gyulnara Nazarova  | 7–6(6), 4–6, [10–6] |
| 2. | 25 gennaio 2020  | Liepaja Open, Liepāja                                | Cemento (i) | Katyarina Paulenka  | Weronika Falkowska Martyna Kubka        | 4–6, 6–3, [12–10]   |
| 3. | 19 agosto 2023   | Magic Tour by FTT, Monastir                          | Cemento     | Radka Zelníčková    | Anastasiia Gureva Beatrice Stagno       | 6(4)-7, 6–1, [10–8] |
| 4. | 11 novembre 2023 | Egypt Sharm ElSheikh Women's Future, Sharm el-Sheikh | Cemento     | Marija Tkačeva      | Paula Cembranos Jenny Dürst             | 6-2, 3-6, [10-6]    |
| 5. | 10 febbraio 2024 | Egypt Sharm ElSheikh Women's Future, Sharm el-Sheikh | Cemento     | Karola Bejenaru     | Dar'ja Chomucianskaja Evialina Laskevič | 6-4, 6-2            |
| 6. | 27 luglio 2024   | President's Cup, Astana                              | Cemento     | Anastasija Gasanova | Vitalija D'jačenko Janel Rüstemova      | 7-6(4), 2-6, [10-7] |
| 7. | 19 ottobre 2024  | Huzhou Women's, Huzhou                               | Cemento     | Sof'ja Lansere      | Xiao Zhenghua Ye Qiuyu                  | 6-2, 6-3            |
| 8. | 26 ottobre 2024  | Qian Daohu Women's, Contea di Chun'an                | Cemento     | Sof'ja Lansere      | Xun Fangying Zhang Ying                 | 4-6, 6-4, [10-5]    |
| 9. | 1º marzo 2025    | China Women's Maanshan, Ma'anshan                    | Cemento     | Dar'ja Egorova      | Kim Na-ri Ye Qiuyu                      | 6-2, 7-5            |

#### Sconfitte (8)
| Torneo $100.000 (0) |
| Torneo $80.000 (0)  |
| Torneo $60.000 (0)  |
| Torneo $40.000 (0)  |
| Torneo $25.000 (1)  |
| Torneo $15.000 (7)  |

| N. | Data              | Torneo                                               | Superficie  | Compagna            | Avversarie in finale                            | Punteggio           |
| 1. | 14 settembre 2019 | Torneo Internacional Femenino Ciudad de Ceuta, Ceuta | Cemento     | Dar'ja Mišina       | Noelia Bouzó Zanotti Angeles Moreno Barranquero | 3–6, 6–1, [8–10]    |
| 2. | 5 ottobre 2019    | ITF Santarém Ladies Open, Santarém                   | Cemento     | Sara Lanca          | Celia Cervino Ruiz Matilde Jorge                | 3-6, 2-6            |
| 3. | 1º maggio 2021    | Tennis Organisation, Adalia                          | Terra rossa | Victoria Michajlova | María Paulina Pérez Federica Rossi              | 6–2, 4–6, [6–10]    |
| 4. | 29 maggio 2021    | Shymkent Open, Şımkent                               | Terra rossa | Ekaterina Rejngol'd | Martyna Kubka Jibek Kulambaeva                  | 6(3)-7, 7–5, [8–10] |
| 5. | 5 giugno 2021     | Shymkent Open, Şımkent                               | Terra rossa | Ekaterina Rejngol'd | Martyna Kubka Jibek Kulambaeva                  | 4-6, 4-6            |
| 6. | 8 aprile 2023     | Egypt Sharm ElSheikh Women's Future, Sharm el-Sheikh | Cemento     | Evgenija Burdina    | Aliona Falei Polina Iatčenko                    | 4-6, 5-7            |
| 7. | 5 agosto 2023     | Magic Tour by FTT, Monastir                          | Cemento     | Julia Zhu           | Matilde Mariani Joanna Zawadzka                 | 2-6, 2-6            |
| 8. | 28 ottobre 2023   | Egypt Sharm ElSheikh Women's Future, Sharm el-Sheikh | Cemento     | Katarína Kužmová    | Karola Patricia Bejenaru Yasmine Mansouri       | 2-6, 6(5)-7         |